# Линкольн-88
Линкольн-88 — группировка НС-скинхедов, действовавшая на территории Санкт-Петербурга с августа по декабрь 2007 года. По данным следствия, летом и осенью 2007 года Андрей Линок лично и через сеть Интернет привлёк более 22 человек к участию в группировке. Члены группировки совершили 12 нападений на выходцев из Кавказа, Африки и Азии, в том числе 2 убийства и 1 покушение на убийство, 8 нападений были сняты на видео и выложены в сеть Интернет.
Самым громким преступлением группировки было совершённое 1 декабря 2007 года избиение журналистки Саяны Монгуш, которая работала пресс-секретарем правительства Тувы.
5 мая 2011 года Петербургский городской суд признал виновными 19 членов группировки, 10 подсудимых были приговорены к лишению свободы сроком от 4 до 9 лет, остальным подсудимым было назначено условное лишение свободы на различные сроки. В отношении 6 несовершеннолетних, обвиняемых в возбуждении национальной ненависти, дело было прекращено в связи с истечением срока давности.